# Ethnische Minderheiten in Armenien
Ethnische Minderheiten in Armenien sind in Armenien anerkannte ethnische Minderheiten, die durch den armenischen Staat als solche geschützt werden.
Am 27. Mai 2002 hat die Republik Armenien die Minderheitensprachen Assyrisch, Jesidisch, Griechisch, Russisch und Kurdisch offiziell anerkannt.

## Jesiden
Die Jesiden bilden in Armenien die größte ethnische Minderheit. Nach der Volkszählung 2011 lebten 35.272 Jesiden in Armenien.

## Russen
Die Russen sind die zweitgrößte ethnische Minderheit in Armenien. Nach der Volkszählung 2011 lebten 11.862 Russen in Armenien.

## Assyrer
Die Assyrer sind die drittgrößte ethnische Minderheit nach den Jesiden und Russen. Nach der Volkszählung 2011 lebten 2.769 Assyrer in Armenien. Viele Assyrer sind durch den Völkermord an den Assyrern, der parallel zu dem Völkermord an den Armeniern stattfand, nach Armenien geflohen.

## Kurden
Die Kurden in Armenien leben hauptsächlich in den westlichen Teilen Armeniens. Nach der Volkszählung 2011 lebten 2.131 Kurden in Armenien. Dort haben sie auch einen Radiosender und eine Zeitung in der kurdischen Sprache.

## Griechen
Die meisten Griechen in Armenien sind die Nachfahren der Pontosgriechen. Nach der Volkszählung 2011 lebten 900 Griechen in Armenien.